# Richard Eschke
Pour les articles homonymes, voir Eschke.
Richard Eschke, né le 1er septembre 1859 à Berlin et décédé le 1er mars 1944 à Jüterbog dans le land du Brandebourg en Allemagne, est un peintre allemand, connu pour ces peintures des paysages et ces peintures de marine.

## Biographie
Richard Eschke naît à Berlin en 1859. Fils du peintre Hermann Eschke, il étudie comme son frère Oscar Eschke auprès de son père à l'académie des arts de Berlin jusqu'en 1881. Il suit ensuite les cours de l'académie des beaux-arts de Munich ou il a pour professeur le peintre Joseph Wenglein et séjourne enfin à Karlsruhe ou il étudie auprès du peintre Friedrich Kallmorgen. Il voyage ensuite en Angleterre ou il passe une année à peindre les paysages côtiers du pays. 
De retour en Allemagne, il se spécialise dans la peinture de paysage et la peinture de marine. En 1889, il participe à l'expédition océanographique de Plancton (de) conduite par le zoologiste Victor Hensen. En 1898 et 1899, il fréquente l'académie Colarossi à Paris.
Il décède à Jüterbog dans le land du Brandebourg en 1944.
Ces œuvres sont notamment visibles ou conservées à l'Alte Nationalgalerie de Berlin et dans l'ancien Museum für Kommunikation Hamburg (de) de Hambourg.

## Œuvres

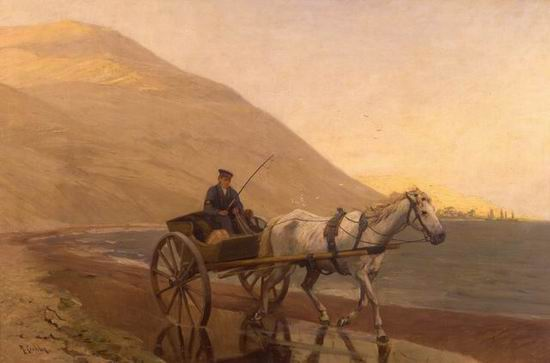
Karriolspost, sans date
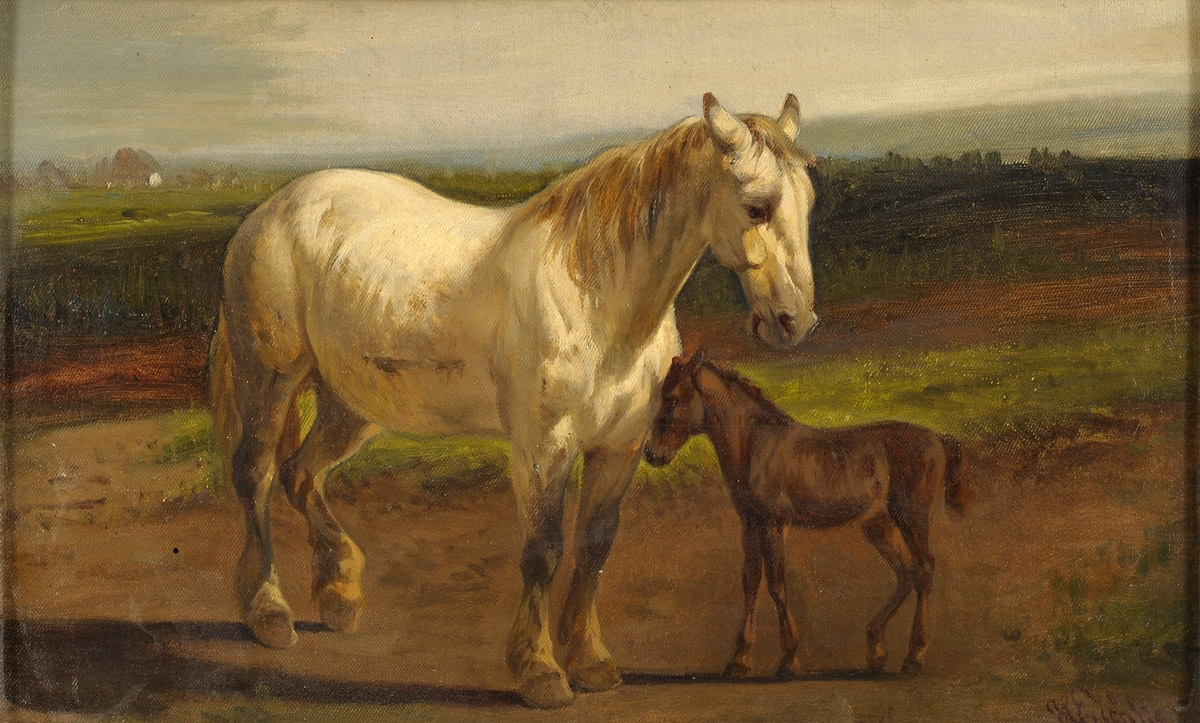
Stute mit Fohlen, sans date
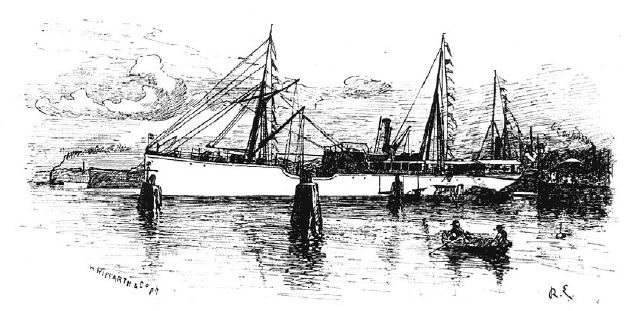
Der Dampfer National vor dem Auslaufen zur Plankton-Expedition am 14. Juli 1889 in Kiel., avant 1892
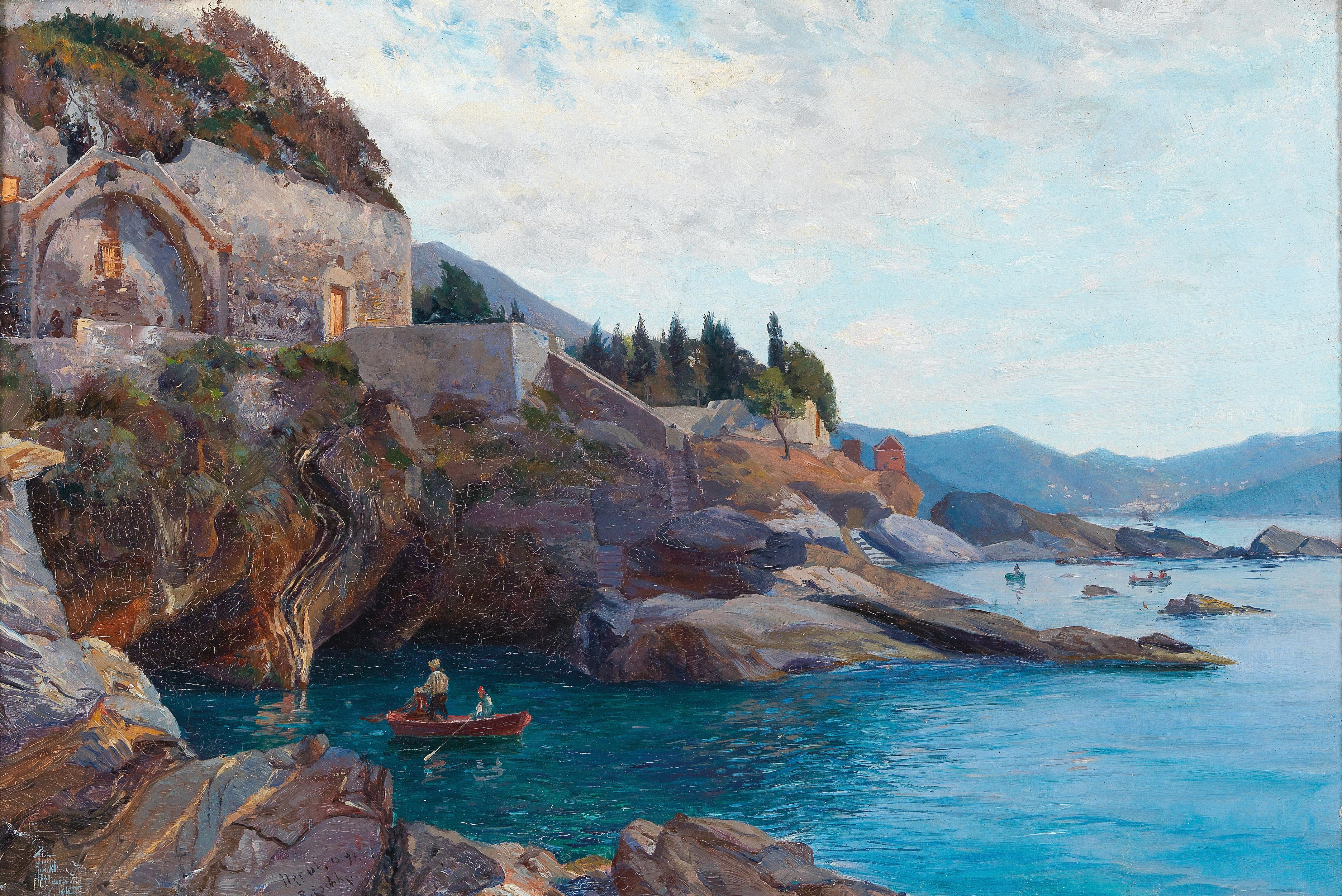
Serra Grotto, Nervi, 1894
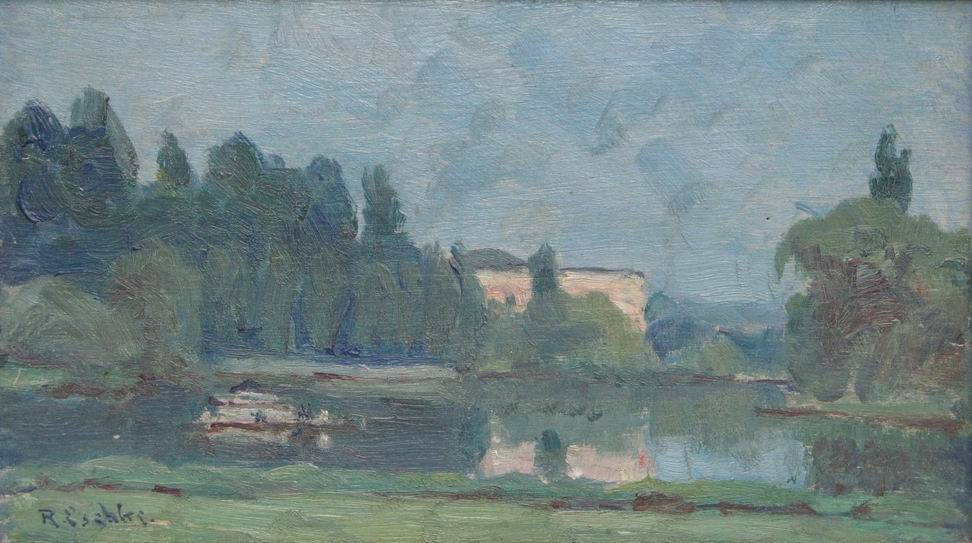
Wannsee, vers 1899
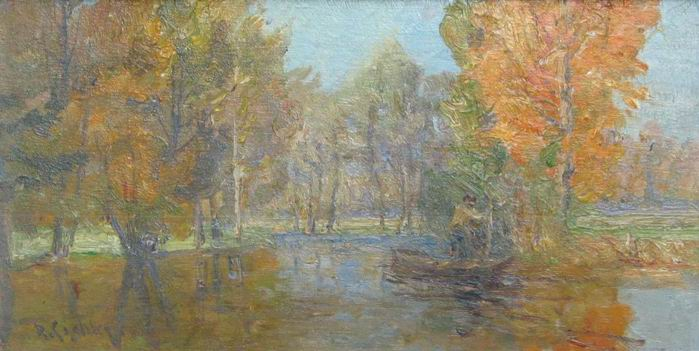
Spreewald, vers 1899
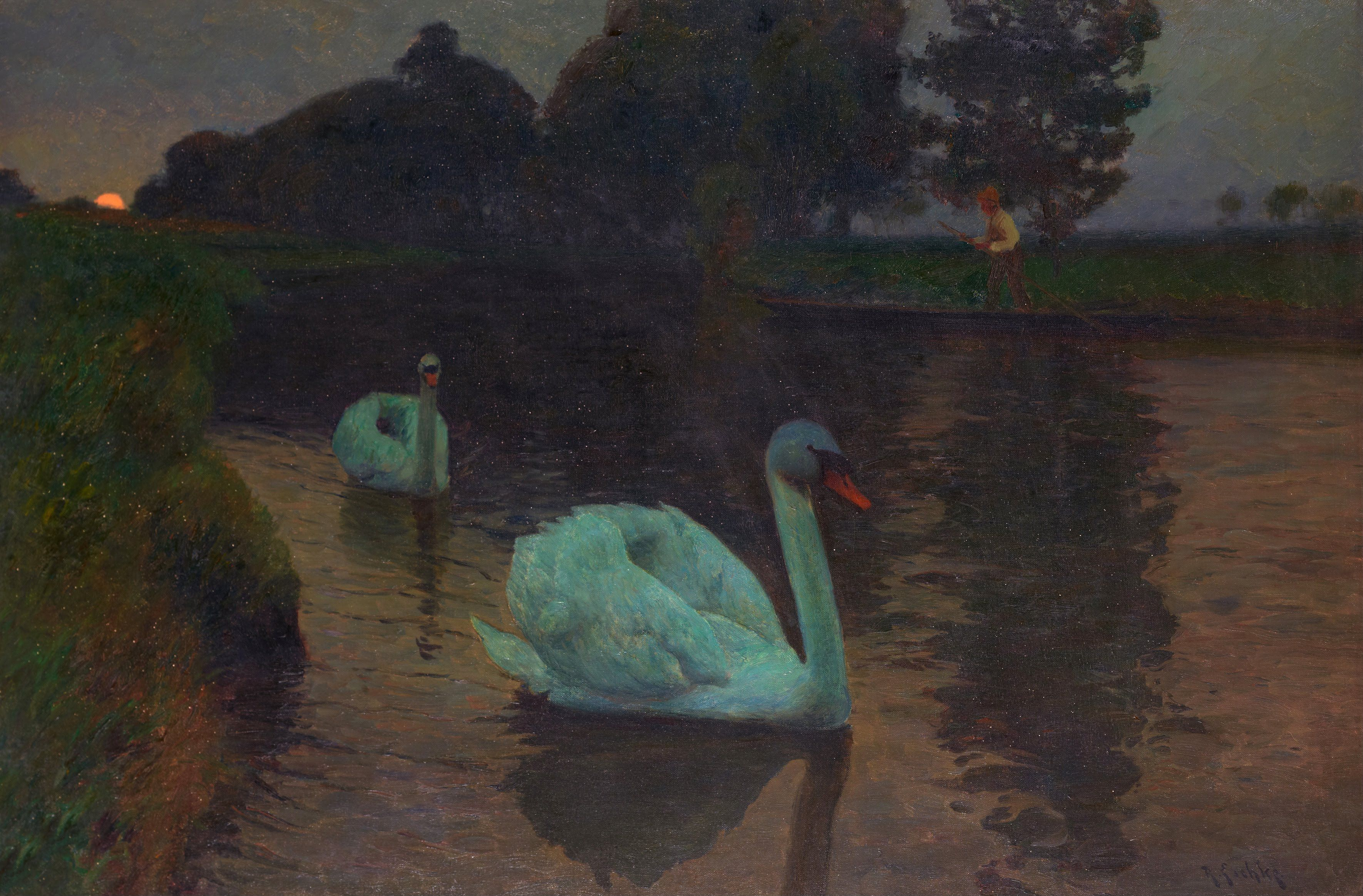
Mondaufgang, 1905, Alte Nationalgalerie
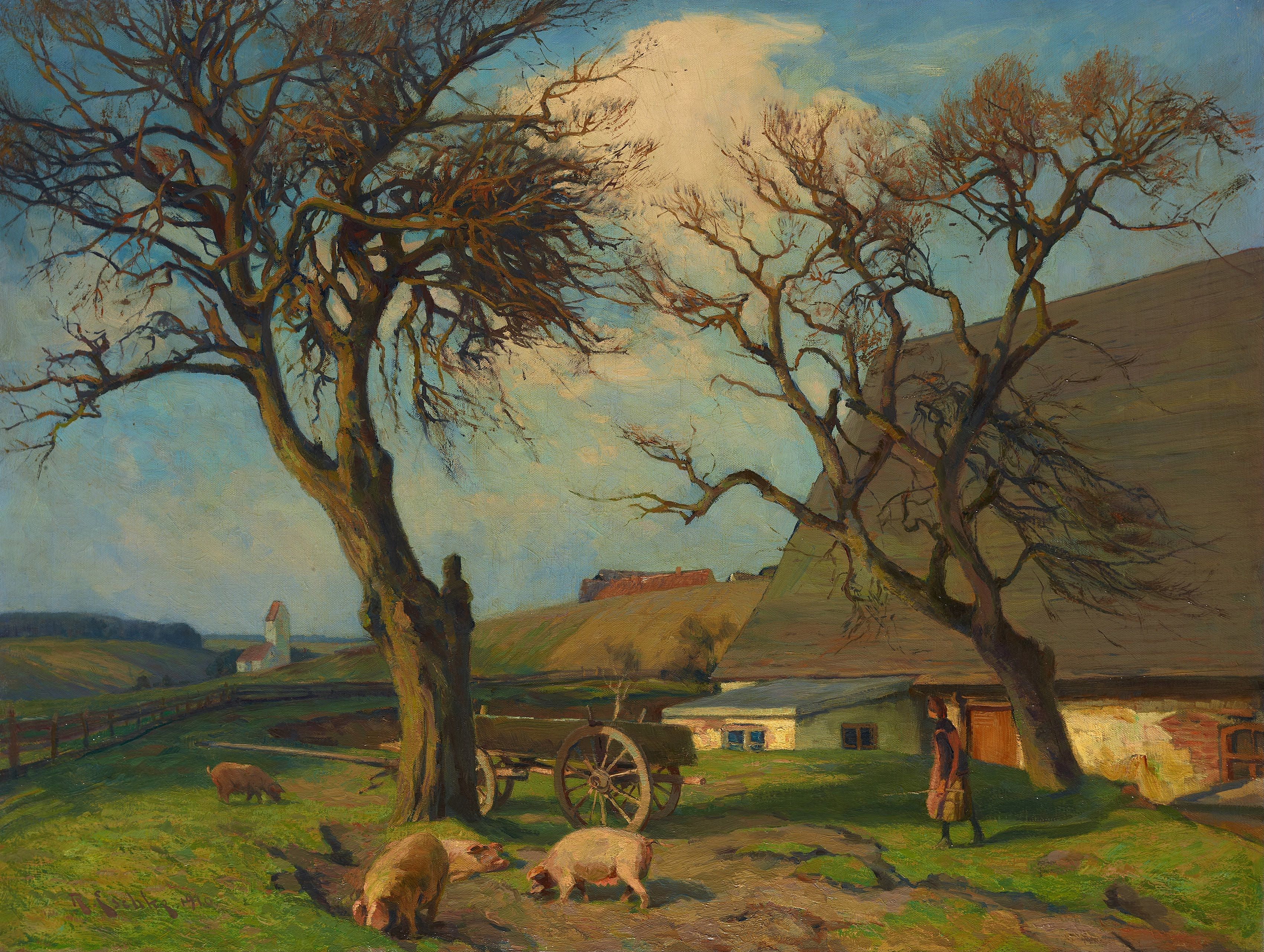
Apfelbäume, 1910, Alte Nationalgalerie
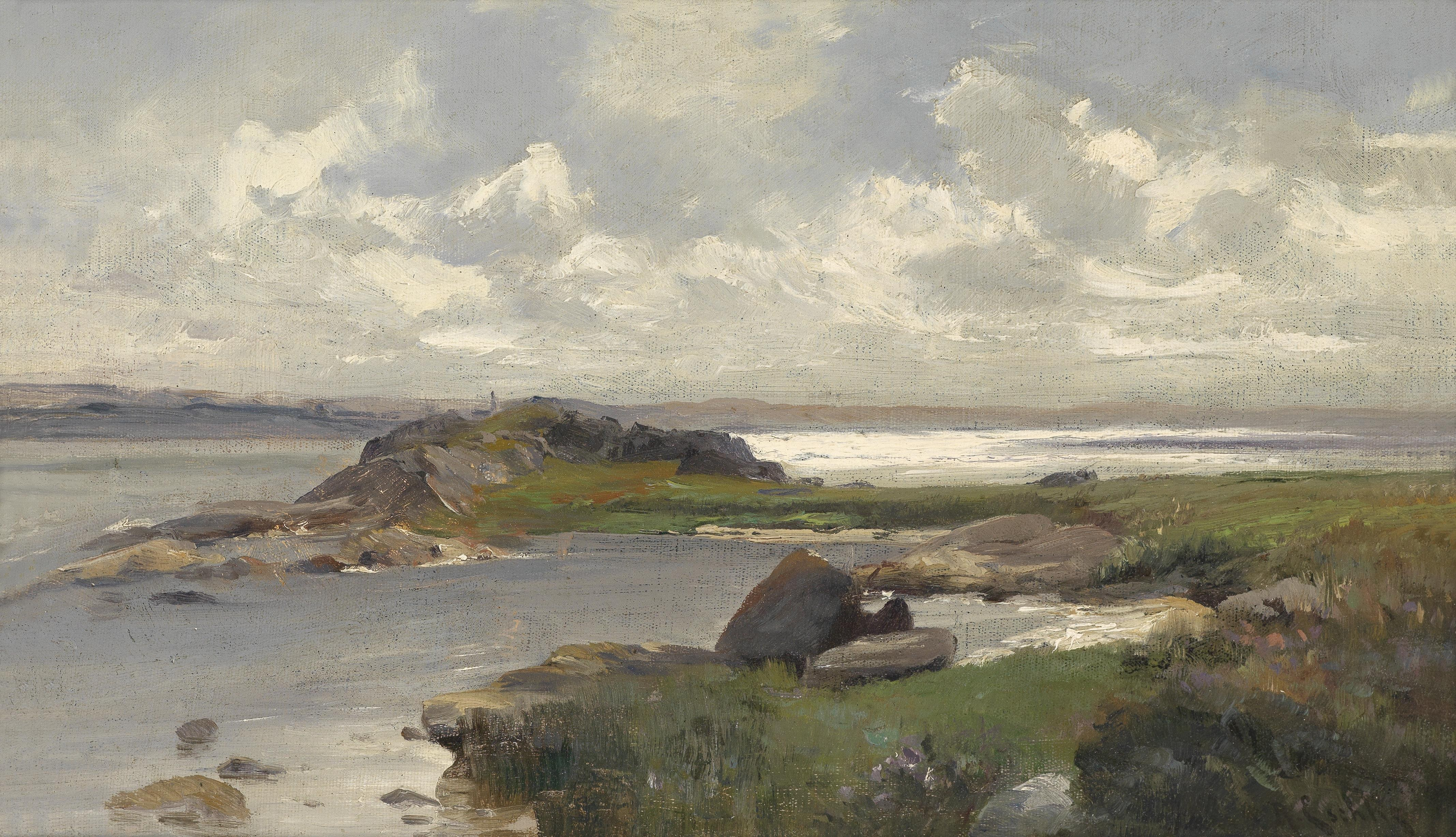
Ein Sommertag am Meer, sans date
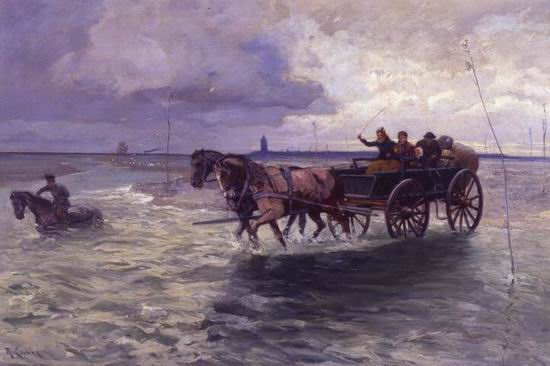
Wattenpost, sans date, Museum für Kommunikation Hamburg (de)